# Ундулоид

Ундулоид.

Ундулоид — пример поверхности с постоянной средней кривизной.
Является поверхностью вращения траектории фокуса эллипса при катании его по прямой.

## История
В 1841 году Шарль Делоне доказал, что единственными поверхностями с постоянной средней кривизной были поверхности, полученные катанием коник.
Это плоскость, цилиндр, сфера, катеноид, ундулоид и нодоид.

## Параметризация
Пусть 
{\displaystyle \operatorname {sn} (u,k)} обозначает нормальную функцию синуса Якоби, 
а {\displaystyle \operatorname {dn} (u,k)} — нормальная эллиптическая функция Якоби.
Далее, пусть {\displaystyle \operatorname {F} (z,k)} представляют собой нормальный эллиптический интеграл первого рода
и {\displaystyle \operatorname {E} (z,k)} представляют собой нормальный эллиптический интеграл второго рода.
Пусть a — длина большой оси эллипса, а e — эксцентриситет эллипса.
Пусть k будет фиксированным значением от 0 до 1, называемым модулем.
Тогда эллиптическая цепная линия описывается параметрическими уравнениями
{\displaystyle x(u)=-a\cdot (1-e)\cdot (\operatorname {F} (\operatorname {sn} (u,k),k)+\operatorname {F} (1,k))-a\cdot (1+e)\cdot (\operatorname {E} (\operatorname {sn} (u,k),k)+\operatorname {E} (1,k))\,}
{\displaystyle y(u)=a\cdot (1+e)\cdot \operatorname {dn} (u,k)\,}
А значит её поверхность вращения может быть параметризована следующим образом:
{\displaystyle (x(u),y(u)\cdot \cos v,y(u)\cdot \sin v)}

## Возникновение в материаловедении
Есть несколько примеров появления ундулоидов в природе.
Впервый такой прмер задокументирован в 1970 году.
При прохождении сильного электрического тока через тонкую (0,16–1,0 мм) горизонтально установленную жестко вытянутую (не закаленную) серебряную проволоку приводит к образованию ундулоидов по ее длине.
Позже было обнаружено, что это же явление наблюдается и на молибденовой проволоке.
Ундулоиды также были обнаружены в феррожидкостях.
Пропуская ток в осевом направлении через цилиндр, покрытый пленкой вязкой магнитной жидкости, магнитные диполи жидкости взаимодействуют с магнитным полем тока, создавая узор капель по длине цилиндра.